# Iwanowka (Mordwinien, Staroschaigowski)
Iwanowka (russisch Ивановка) ist eine Siedlung in der russischen Republik Mordwinien. Der Ort gehört zur Landgemeinde Starofjodorowskoje selskoje posselenije im Staroschaigowski rajon. Er hat 17 Einwohner (Stand 2010).

## Geographie
Iwanowka befindet sich 31 Kilometer nordöstlich vom Rajonzentrum Staroje Scheigowo. Der Gemeindesitz Staraja Fjodorowka liegt fünf Kilometer nordwestlich. Die nächste Bahnstation ist in der Hauptstadt Saransk etwa 40 Kilometer südöstlich.